# Justus
Svatý Justus (zemřel 10. listopadu mezi léty 627 až 631) byl prvním biskupem v Rochesteru a čtvrtý arcibiskup z Canterbury. Do Anglie byl vyslán z Říma v rámci gregoriánské misie, která měla za cíl pohanské Anglosasy získat pro křesťanství. Po smrti křesťansky orientovaného kentského krále Æthelberhta v roce 616 byl donucen z Anglie uprchnout do Galie, ale již příštího roku se do Anglie vrátil. V roce 624 se stal canterburským arcibiskupem. Během svého úřadování dohlížel na vysílání misionářů do Northumbrie.

## Život
Justus byl rodilý Ital a účastník gregoriánské misie vyslané do Anglie papežem Řehořem Velikým v roce 601, ačkoliv podle některých zdrojů byl účastníkem již první vlny, která do Anglie dorazila s Augustinem v roce 597.
Augustin z Canterbury Justa v roce 604 vysvětil biskupem, kterým se stal v kentském městě Rochester, Justus pravděpodobně na rozdíl od většiny misionářů nebyl mnich, proto se klér v jeho okolí většinou skládal z diecézních duchovních, než z mnichů. Výnos krále Æthelberhta, jímž Justovi zaručil půdu v Rochesteru, je zřejmě falzum.
Biskup Justus se spolu s dalším z předních gregoriánských misionářů, londýnským biskupem Mellitem podepsali pod dopis arcibiskupa Vavřince z Canterbury irským biskupům, v němž vyzýval keltské křesťany k přijetí římského způsobu vypočítávání data slavení Velikonoc. Roku 614 se Justus zúčastnil pařížského koncilu svolaného franským králem Chlotharem II. V roce 616 zemřel kentský král Æthelberht, který přijal a podporoval křesťanství, nicméně jeho nástupci křesťanství odvrhli a přijali zpět staré pohanské zvyky a křesťany pronásledovali. Biskup Justus tak byl donucen spolu s Mellitem prchnout z Anglie na pevninu do Galie. Nicméně již roku 617 se do Anglie vrátil a ujal se zpět biskupského úřadu. Mellitus se rovněž vrátil, avšak přetrvávající protikřesťanské nálady obyvatelstva mu zabránily vrátit se do Londýna. Po smrti Vavřince z Canterbury Mellitus zaujal jeho místo na arcibiskupském stolci.
Justus se arcibiskupem stal po Mellitově smrti roku 624. Poté vysvětil svým nástupem v rochesterském biskupství Romana z Rochesteru. Od papeže Bonifáce V. přijal papežské pallium a papež mu rovněž poslal dopis, v němž mu gratuloval ke konverzi krále „Adulualda“ (zřejmě tím myslel kentského krále Eadbalda). Bonifácův dopis je přiložen k Historii ecclesiastica gentis Anglorum, historického díla anglického kronikáře sv. Bedy Ctihodného. Podle historika D. P. Kirbyho je pravděpodobné, že Eadbalda ke křesťanství přivedl Justus a nikoliv jeho předchůdce, Vavřinec z Canterbury. Jiní historikové, např. Barbara Yorke, či Henry Mayr-Harting, tvrdí, že Bedovy záznamy jsou správné a král Eadbald byl pokřtěn Vanřincem z Canterbury. Barbara Yorke dále tvrdí, že během Eadbaldovy vlády v Kentu vládl ještě jeho spoluvládce Æthelwald – „Aduluald“, o kterém se zmiňuje v dopise papež Bonifác.
Justus vysvětil Paulina prvním yorským biskupem předtím, než se Paulinus vydal jako doprovod kentské princezny Æthelburgy do Northumbrie, kde se měla vdát za krále Edwina. Justus zemřel 10. listopadu někdy v letech 627–631, poté byl prohlášen za svatého. Jeho svátek připadl na výročí jeho smrti, 10. listopad. V 90. letech 11. století byly Justovy ostatky obřadně přeneseny do relikviáře za oltářem v Opatství svatého Augustina v Canterbury. Přibližně v té době byl Joscelinem de Saint-Bertin sepsán Justův Život, stejně jako oslavná báseň Reginalda z Canterbury. O svatém Justovi také napsali Thomas z Elmhamu, Gervaise z Canterbury, či Vilém z Malmesbury, o Justově životě se také zmiňuje pozdější kronikář sv. Beda Ctihodný.